# Список плазунів України
У цьому списку наведено всі види плазунів, які трапляються на території України, а також ті, дані про яких сумнівні, та ті, які потенційно можуть бути новими видами для України. Термінологія наведена відповідно до списку плазунів Європи від Європейської герпетологічної спілки (лат. Societas Europaea Herpetologica), або просто SEH.
Загалом підтверджено мешкання 23 видів (11 видів змій, 11 видів ящірок та 1 виду черепах), 15 родів, 7 родин та 2 рядів плазунів. Однак, така кількість може різнитися в різних джерелах, зважаючи на те, що не до кінця чітким є статус гадюки Нікольського, яку не всі науковці виділяють в окремий вид; також необхідне уточнення щодо інтродукції червоновухої черепахи звичайної (ця черепаха потенційно може бути новим та інвазивним видом в українській герпетофауні). Один вид ящірок, який мешкає на теренах України та східної Європи — веретільниця східна — отримав статус виду лише в 2010 році (до того вважалося, що на теренах України мешкає веретільниця ламка (Anguis fragilis)). Серед інтродукованих видів наявні ящірки — завезена для експерименту 1963 року ящірка вірменська та випадково завезена в той же час і в те саме місце ящірка Даля. Наявні дані про інтродукцію гекона туркестанського та ящірки мурової. Ендеміком України вважають ящірку Ліндгольма та гекона кримського, який довгий час вважався підвидом гекона середземноморського, проте після досліджень 2018 року йому надали видового статуса.
Поширення різних плазунів на території України відрізняється. Так, ящірку прудку можна зустріти в різноманітних місцинах всієї України; широко поширеним є вуж звичайний. На противагу їм ендемічні види можна зустріти тільки в Криму. Рідкісним є полоз леопардовий, який також трапляється лише в Криму. Для інтродукованих видів характерні невеликі ареали проживання.
Більшість плазунів зазнають негативного антропогенного впливу, який спричиняє зменшення ареалів мешкання та скорочення популяцій плазунів. Серед ключових чинників є використання придатних місць існування для потреб сільського господарства, браконьєрство, розбудова інфраструктури, незаконне вирубування лісів і розорювання земель. Багато змій знищують через помилкові уявлення щодо їх отруйності.

## Список

### Легенда
Наступні статуси застосовуються для позначення охоронного статусу кожного виду за оцінками МСОП та Європейського червогого списку:
| VU | Vulnerable      | Уразливий                      |
| NT | Near Threatened | Близький до загрозливого стану |
| LC | Least Concern   | У найменшій загрозі            |

Європейський статус позначено жирним шрифтом (VU, LC, NT). У випадку, якщо відсутній європейський статус, але наявний глобальний — такий позначений звичайним шрифтом (VU, LC, NT). Якщо дані відсутні в обох списках, то стоїть прочерк («-»).
Наступні теги застосовуються для позначення охоронного статусу виду відповідно до Червоної книги України:
| ЗК | Зникаючий |
| ВР | Вразливий |
| РД | Рідкісний |

### Плазуни

#### Підтверджені плазуни
| Українська назва             | Біноміальна назва                                     | Родина     | Ряд        | Статус ЄЧС/МСОП | Статус ЧКУ | Поширення та місця існування | Зображення | Виноски                     |
| ---------------------------- | ----------------------------------------------------- | ---------- | ---------- | --------------- | ---------- | --- | ---------- | --------------------------- |
| Веретінниця східна           | Anguis colchica (Nordmann, 1840)                      | Anguidae   | Squamata   | -               | -          | Трапляється в західних, центральних та деяких східних регіонах України. Мешкає в широколистяних та мішаних лісах, на узліссях та краях луків. |            | [ 8 ] [ 9 ] [ 3 ]           |
| Жовтопуз безногий            | Pseudopus apodus (Pallas, 1775)                       | Anguidae   | Squamata   | LC              | ВР         | В Україні трапляється лише в Криму (Кримські гори та Керченський півострів). Населяє гірські схили (до 700 м), низькогір'я, негусті листяні ліси, чагарники, інші кам'янисті місцини.                                                                                   |            | [ 10 ] [ 11 ] [ 12 ] [ 13 ] |
| Мідянка звичайна             | Coronella austriaca Laurenti, 1768                    | Colubridae | Squamata   | LC              | ВР         | Змія поширена на всій території України, проте щільність популяцій вкрай низька. Зустрічається в різних біотопах: на галявинах лісів, узліссях, серед рідколісся, у долинах річок. Ховається в норах гризунів, у тріщинах серед скель, під камінням.                    |            | [ 14 ] [ 15 ] [ 16 ]        |
| Полоз жовточеревий           | Dolichophis caspius (Gmelin, 1789)                    | Colubridae | Squamata   | LC              | ВР         | Ця змія поширена в степах та в Криму. Можливі біотопи — це байрачні ліси, долини річок, кар'єри, пасовища; також трапляється в антропогенних біотопах — кам'яних руїнах та населених пунктах. У Кримських горах піднімається на висоту до 1000 м.                       |            | [ 17 ] [ 18 ] [ 19 ]        |
| Полоз візерунковий           | Elaphe dione (Pallas, 1773)                           | Colubridae | Squamata   | LC              | ВР         | Змія трапляється тільки на сході України (Луганська, Донецька та Харківська області). Мешкає в степовій місцевості, серед чагарників, рідколісся, поблизу заплав та боліт. Також може траплятися в антропогенних біотопах, якими є сади, виноградники, або поблизу них. |            | [ 20 ] [ 21 ] [ 22 ]        |
| Полоз сарматський            | Elaphe sauromates (Pallas, 1811)                      | Colubridae | Squamata   | LC              | ВР         | Цей полоз мешкає на півдні України, у степовій зоні та в Криму, у його гірських регіонах. Трапляється в чагарниках, піщаних та кам'яних місцинах, на узліссях. Також біля заплав та в заплавних лісах, на крутих берегових схилах.                                      |            | [ 23 ] [ 24 ] [ 6 ] [ 25 ]  |
| Полоз лісовий або ескулапів  | Zamenis longissimus (Laurenti, 1768)                  | Colubridae | Squamata   | LC              | ЗК         | Зустрічається в західній Україні та районах, які розташовані поруч із Молдовою; спорадично на Миколаївщині. У Карпатах живе в букових та хвойних лісах. Також полюбляє річкові долини та лісисті передгір'я. Може траплятися серед кам'яних руїн, у садах.              |            | [ 26 ] [ 27 ] [ 28 ] [ 29 ] |
| Полоз леопардовий            | Zamenis situla (Linnaeus, 1758)                       | Colubridae | Squamata   | LC              | ЗК         | В Україні можна зустріти тільки на півдні Криму. Надає перевагу посушливим біотопам — кам'янистим схилам та розсипам, сухим ярам, чагарникам. Також трапляється серед кам'яних руїн.                                                                                    |            | [ 30 ] [ 31 ] [ 32 ]        |
| Гекон кримський              | Mediodactylus danilewskii (Strauch, 1887)             | Gekkonidae | Squamata   | -               | ЗК         | Тільки на півдні Криму, від Севастополя до Кара-Дагу. Переважно живе серед кам'яних руїн; полюбляє інші сухі кам'янисті місцини. У горах трапляється на висоті до 680 м.                                                                                                |            | [ 5 ] [ 33 ] [ 34 ] [ 35 ]  |
| Ящірка вірменська            | Darevskia armeniaca (Méhely, 1909)                    | Lacertidae | Squamata   | LC              | -          | 1963 року особини цієї ящірки були завезені з метою акліматизації на скелях Дениші-Тригір'я. Ящірки утворили стійку популяцію й поступово розширюють свій ареал. |            | [ 36 ] [ 37 ] [ 38 ]        |
| Ящірка Даля                  | Darevskia dahli (Darevsky, 1957)                      | Lacertidae | Squamata   | NT              | -          | Там де й ящірка вірменська (скелі Дениші-Тригір'я). Можлива причина появи в Україні — випадкове завезення разом з ящіркою вірменською під час проведення експерименту в 1963 році.                                                                                      |            | [ 37 ] [ 39 ] [ 40 ]        |
| Ящірка Ліндгольма            | Darevskia lindholmi (Lantz et Cyrén, 1936)            | Lacertidae | Squamata   | -               | ВР         | Ендемік України, трапляється тільки на півдні Криму. Мешкає серед скель та інших кам'янистих місцин. Також може селитися в кам'янистих антропогенних біотопах. |            | [ 36 ] [ 4 ]                |
| Ящурка піщана                | Eremias arguta (Pallas, 1773)                         | Lacertidae | Squamata   | NT              | -          | Трапляється в степовій та лісостеповій зонах південної та центральної України. Північна межа проходить по лінії Черкаси — Канів. Мешкає в піщаних місцинах та в інших посушливих місцинах із бідною рослинністю.                                                        |            | [ 41 ] [ 42 ] [ 43 ]        |
| Ящірка прудка                | Lacerta agilis Linnaeus, 1758                         | Lacertidae | Squamata   | LC              | -          | Поширена на території всієї України, окрім півдня Криму. Мешкає в сухих та теплих місцинах лісової, лісостепової та степової зон, у різноманітних біотопах (найбільш еврітопний вид герпетофауни України).                                                              |            | [ 44 ] [ 45 ] [ 46 ]        |
| Ящірка зелена                | Lacerta viridis (Laurenti, 1768)                      | Lacertidae | Squamata   | LC              | ВР         | Зустрічається в південній частині західної, у центральній та південній Україні (окрім Криму). Також на півдні Київської області. Мешкає в сухих місцях на схилах берегів, скелях, серед чагарників, на галявинах у лісі, у рідколіссі, біля заплав.                     |            | [ 47 ] [ 48 ] [ 49 ] [ 50 ] |
| Ящірка кримська              | Podarcis tauricus (Pallas, 1814)                      | Lacertidae | Squamata   | LC              | -          | Ця ящірка трапляється в Криму та Придунав'ї; значно рідше — у Миколаївській та Херсонській областях. Полюбляє лесові та кам'янисті схили з чагарниковою рослинністю, степові місцини, узлісся.                                                                          |            | [ 51 ] [ 52 ] [ 53 ]        |
| Ящірка живородна             | Zootoca vivipara (Lichtenstein, 1823)                 | Lacertidae | Squamata   | LC              | -          | В Україні поширена в Карпатах, у Поліссі й, зрідка, у центральній Україні, в її лісостеповій частині. Живе в листяних або хвойних лісах, у різних вологих місцинах: болота, торф'яні родовища, береги річок. Також трапляється на лісових галявинах, узліссях.          |            | [ 54 ] [ 55 ] [ 56 ]        |
| Вуж звичайний                | Natrix natrix (Linnaeus, 1758)                        | Natricidae | Squamata   | LC              | -          | Поширений на території всієї країни. Полюбляє вологі місцини: береги озер, ставків, річок зі слабкою течією, болота, галявини широколистяних та хвойних лісів, оболоні.                                                                                                 |            | [ 57 ] [ 58 ] [ 59 ]        |
| Вуж водяний                  | Natrix tessellata (Laurenti, 1768)                    | Natricidae | Squamata   | LC              | -          | Мешкає в степовій та менше — у лісостеповій зонах (Крим, центр та південь України, Закарпаття). Живе здебільшого в різних водоймах. Також полюбляє зарослі кам'янисті береги. На суходолі зустрічається під час міграції до інших водойм.                               |            | [ 60 ] [ 61 ] [ 62 ]        |
| Гадюка звичайна              | Vipera berus (Linnaeus, 1758)                         | Viperidae  | Squamata   | LC              | -          | Поширена в Поліссі, лісостепу, Карпатах та деяких східних регіонах. Відсутня на Закарпатській низовині. Мешкає в широколистяних, хвойних та мішаних лісах, поблизу галявин, боліт, на берегах водойм, на зарослих згарищах.                                             |            | [ 63 ] [ 64 ] [ 65 ]        |
| Гадюка лісостепова           | Vipera nikolskii Vedmederja, Grubant & Rudajewa, 1986 | Viperidae  | Squamata   | -               | -          | Трапляється в лісостеповій зоні Черкаської, Дніпропетровської, північної частини Одеської, півдня Сумської областей. Також подекуди в Донецькій та Луганській областях. Місця проживання подібні до таких, як у гадюки звичайної.                                       |            | [ 67 ] [ 68 ]               |
| Гадюка степова               | Vipera renardi (Cristoph, 1861)                       | Viperidae  | Squamata   | VU              | ВР         | Трапляється на півдні лісостепу, у степах та на північному макросхилі Кримських гір. Полюбляє посушливі місцини (кам'янисті схили, піщані місцини, чагарникову та степову рослинність). Також можна зустріти на лісових галявинах та в лісосмугах.                      |            | [ 69 ] [ 70 ] [ 71 ]        |
| Болотна черепаха європейська | Emys orbicularis (Linnaeus, 1758)                     | Emydidae   | Testudines | NT              | -          | Поширена на всій території України; поширеність залежить від гідрографічної мережі. Полюбляє болота, ставки, озера та інші водойми зі слабкою течією. Також трапляється на узбережжях деяких лиманів.                                                                   |            | [ 72 ] [ 73 ] [ 74 ]        |

#### Сумнівні або потенційні плазуни
| Українська назва              | Біноміальна назва                                | Родина       | Ряд        | Статус ЄЧС/МСОП | Пояснення | Зображення | Виноски                    |
| Гекон Богданова               | Tenuidactylus bogdanovi Nazarov & Poyarkov, 2013 | Gekkonidae   | Squamata   | LC              | Стійка популяція, яка здатна до самовідтворення, виникла в деяких районах Одеси. Живе серед кам'яних руїн та у житлових будинках.                                                                                 |            | [ 76 ] [ 77 ]              |
| Ящірка мурова                 | Podarcis muralis (Laurenti, 1768)                | Lacertidae   | Squamata   | LC              | Дві стійкі популяції, здатні до самовідтворення, зареєстровані в Рені та на насосній станції поблизу озера Кагул. Мешкає на кам'яних стінах; здатна до синантропізму.                                             |            | [ 39 ] [ 78 ]              |
| Червоновуха черепаха звичайна | Trachemys scripta (Thunberg in Schoepff, 1792)   | Emydidae     | Testudines | NA              | Знахідки черепах з різних точок України (Донецьк, Луганськ, Одеська область, Закарпатська область); мешкає в тих місцинах, що й черепаха болотна.                                                                 |            | [ 2 ] [ 79 ] [ 80 ] [ 81 ] |
| Черепаха середземноморська    | Testudo graeca Linnaeus, 1758                    | Testudinidae | Testudines | VU              | Згідно з сайтом МСОП, вид значиться як такий, що мешкає в Україні. Проте українські джерела вказують, що знахідки цієї черепахи є випадковістю та наслідком випуску з приватних тераріумів чи завезення моряками. |            | [ 36 ] [ 82 ] [ 83 ]       |
| Черепаха середньоазійська     | Testudo horsfieldii Gray, 1844                   | Testudinidae | Testudines | VU              | Аналогічно до попередньої черепахи: усі знахідки пов'язуюють з випуском з приватних тераріумів чи контрабандою цих черепах.                                                                                       |            | [ 36 ] [ 84 ]              |

## Виноски
1. ↑  Jeroen Speybroeck, Wouter Beukema, Christophe Dufresnes, Uwe Fritz, Daniel Jablonski, Petros Lymberakis, Iñigo Martínez-Solano, Edoardo Razzetti, Melita Vamberger, Miguel Vences, Judit Vörös, Pierre-André Crochet (2020). Species list of the European herpetofauna – 2020 update by the Taxonomic Committee of the Societas Europaea Herpetologica. Amphibia-Reptilia (англ.): 1—51. doi:10.1163/15685381-bja10010. Архів оригіналу за 8 травня 2020. Процитовано 30 липня 2021.
2. 1 2  Куртяк Ф. Ф., Куртяк М. Ф. (2013). Червоновуха прісноводна черепаха, Trachemys scripta elegans (Wied 1839) (Reptilia ; Testudines)', як інвазивна загроза на Закарпатті (PDF). Науковий вісник Ужгородського університету. Серія Біологія. 34: 1—5. Архів (PDF) оригіналу за 3 серпня 2015.(англ.)
3. 1 2  Gvoždík V., Jandzik D., Lymberakis P. (2010). Slow worm, Anguis fragilis (Reptilia: Anguidae) as a species complex: Genetic structure reveals deep divergences (PDF). Molecular Phylogenetics and Evolution. 55: 460—472. doi:10.1016/j.ympev.2010.01.007. Архів (PDF) оригіналу за 2 серпня 2015.(англ.)
4. 1 2  Куриленко, 1998, с. 133.
5. 1 2  Panayiota Kotsakiozi, Daniel Jablonski, Çetin Ilgaz, Yusuf Kumlutaş, Aziz Avcı,  Shai Meiri ,  Yuval Itescu, Oleg Kukushkin, Václav Gvoždík, Giovanni Scillitani,  Stephanos A. Roussos, David Jandzik, Panagiotis Kasapidis, Petros Lymberakis,  Nikos Poulakakis (2018). Multilocus phylogeny and coalescent species delimitation in Kotschy's gecko, Mediodactylus kotschyi: Hidden diversity and cryptic species. Molecular Phylogenetics and Evolution. 125: 177—187. doi:10.1016/j.ympev.2018.03.022.
6. 1 2  Полоз сарматський, Палласів Elaphe sauromates (Pallas, 1814). Червона книга України. Архів оригіналу за 1 серпня 2015. Процитовано 1 серпня 2015.
7. ↑  Наказ Міністерства захисту довкілля та природних ресурсів України: Про затвердження переліків видів тварин, що заносяться до Червоної книги України (тваринний світ), та видів тварин, що виключені з Червоної книги України (тваринний світ). Міністерство захисту довкілля та природних ресурсів України. Архів оригіналу за 11 жовтня 2021. Процитовано 11 жовтня 2021. [Архівовано 2021-10-11 у Wayback Machine.]
8. ↑  Куриленко, 1998, с. 153.
9. ↑  Загороднюк І., Коробченко М. Раритетна фауна Луганщини: хребетні
першочергової уваги. — Луганськ : ШИКО, 2014. — С. 82. — ISBN 978-966-492-282-8.
10. ↑  Загороднюк, 1999, с. 61-62.
11. ↑  Куриленко, 1998, с. 157.
12. ↑  Жовтопуз безногий, жовтопузик Pseudopus apodus (Pallas, 1775). Червона книга України. Архів оригіналу за 1 серпня 2015. Процитовано 1 серпня 2015.
13. ↑  Aram Agasyan, Aziz Avci, Boris Tuniyev, Jelka Crnobrnja Isailovic, Petros Lymberakis, Claes Andrén, Dan Cogalniceanu, John Wilkinson, Natalia Ananjeva, Nazan Üzüm, Nikolai Orlov, Richard Podloucky, Sako Tuniyev, Uğur Kaya, Ahmad Mohammed Mousa Disi, Souad Hraoui-Bloquet, Riyad Sadek, Varol Tok, Ismail H. Ugurtas, Murat Sevinç, Idriz Haxhiu. Pseudopus apodus (англ.). МСОП. Архів оригіналу за 28 травня 2016. Процитовано 8 квітня 2016.
14. ↑  Загороднюк, 1999, с. 64-65.
15. ↑  Мідянка звичайна Coronella austriaca Laurenti, 1768. Червона книга України. Архів оригіналу за 1 серпня 2015. Процитовано 1 серпня 2015.
16. ↑  Jelka Crnobrnja Isailovic, Rastko Ajtic, Milan Vogrin, Claudia Corti, Valentin Pérez Mellado, Paulo Sá-Sousa, Marc Cheylan, Juan Pleguezuelos, Alexander Westerström, Cornelius C. De Haan, Varol Tok, Bartosz Borczyk, Bogoljub Sterijovski, Benedikt Schmidt. Coronella austriaca (англ.). МСОП. Архів оригіналу за 19 червня 2015. Процитовано 8 квітня 2016.
17. ↑  Загороднюк, 1999, с. 63-64.
18. ↑  Полоз жовточеревий, каспійський Hierophis caspius (Gmelin, 1789). Червона книга України. Архів оригіналу за 1 серпня 2015. Процитовано 1 серпня 2015.
19. ↑  Aram Agasyan, Aziz Avci, Boris Tuniyev, Jelka Crnobrnja Isailovic, Petros Lymberakis, Claes Andrén, Dan Cogalniceanu, John Wilkinson, Natalia Ananjeva, Nazan Üzüm, Nikolai Orlov, Richard Podloucky, Sako Tuniyev, Uğur Kaya, Wolfgang Böhme, Petros Lymberakis, Rastko Ajtic, Varol Tok, Ismail H. Ugurtas, Murat Sevinç, Pierre-André Crochet, Idriz Haxhiu, Bogoljub Sterijovski. Dolichophis caspius (англ.). МСОП. Архів оригіналу за 8 грудня 2015. Процитовано 8 квітня 2016.
20. ↑  Куриленко, 1998, с. 188.
21. ↑  Полоз візерунковий Elaphe dione (Pallas, 1773). Червона книга України. Архів оригіналу за 1 серпня 2015. Процитовано 1 серпня 2015.
22. ↑  Aram Agasyan, Aziz Avci, Boris Tuniyev, Jelka Crnobrnja Isailovic, Petros Lymberakis, Claes Andrén, Dan Cogalniceanu, John Wilkinson, Natalia Ananjeva, Nazan Üzüm, Nikolai Orlov, Richard Podloucky, Sako Tuniyev, Uğur Kaya. Elaphe dione (англ.). МСОП. Архів оригіналу за 19 червня 2015. Процитовано 8 квітня 2016.
23. ↑  Куриленко, 1998, с. 184.
24. ↑  Загороднюк, 1999, с. 67-68.
25. ↑  Aram Agasyan, Aziz Avci, Boris Tuniyev, Petros Lymberakis, Claes Andrén, Dan Cogalniceanu, John Wilkinson, Natalia Ananjeva, Nazan Üzüm, Nikolai Orlov, Richard Podloucky, Sako Tuniyev, Uğur Kaya, Wolfgang Böhme, Roberto Sindaco. Elaphe sauromates (англ.). МСОП. Архів оригіналу за 19 червня 2015. Процитовано 8 квітня 2016.
26. ↑  Загороднюк, 1999, с. 66-67.
27. ↑  Куриленко, 1998, с. 178.
28. ↑  Полоз лісовий, ескулапів Zamenis longissimus (Laurenti, 1768). Червона книга України. Архів оригіналу за 1 серпня 2015. Процитовано 1 серпня 2015.
29. ↑  Aram Agasyan, Aziz Avci, Boris Tuniyev, Jelka Crnobrnja Isailovic, Petros Lymberakis, Claes Andrén, Dan Cogalniceanu, John Wilkinson, Natalia Ananjeva, Nazan Üzüm, Nikolai Orlov, Richard Podloucky, Sako Tuniyev, Uğur Kaya, Wolfgang Böhme, Rastko Ajtic, Milan Vogrin, Claudia Corti, Valentin Pérez Mellado, Paulo Sá-Sousa, Marc Cheylan, Juan Pleguezuelos, Bartosz Borczyk, Benedikt Schmidt, Andreas Meyer. Zamenis longissimus (англ.). МСОП. Архів оригіналу за 27 вересня 2015. Процитовано 8 квітня 2016.
30. ↑  Загороднюк, 1999, с. 65-66.
31. ↑  Полоз леопардовий Zamenis situla (Linnaeus, 1758). Червона книга України. Архів оригіналу за 1 серпня 2015. Процитовано 1 серпня 2015.
32. ↑  Wolfgang Böhme, Petros Lymberakis, Rastko Ajtic, Varol Tok, Ismail H. Ugurtas, Murat Sevinç, Pierre-André Crochet, Claudia Corti, Idriz Haxhiu, Roberto Sindaco, Aziz Avci, Jelka Crnobrnja Isailovic, Yusuf Kumlutaş. Zamenis situla (англ.). МСОП. Архів оригіналу за 2 квітня 2016. Процитовано 8 квітня 2016.
33. ↑  Куриленко, 1998, с. 123.
34. ↑  Гекон середземноморський Mediodactylus kotschyi (Steindachner, 1870). Червона книга України. Архів оригіналу за 2 серпня 2015. Процитовано 2 серпня 2015.
35. ↑  Wolfgang Böhme, Petros Lymberakis, Rastko Ajtic, Ahmad Mohammed Mousa Disi, Yehudah Werner, Varol Tok, Ismail H. Ugurtas, Murat Sevinç, Souad Hraoui-Bloquet, Riyad Sadek, Pierre-André Crochet, Idriz Haxhiu, Claudia Corti, Roberto Sindaco, Yakup Kaska, Yusuf Kumlutaş, Aziz Avci, Nazan Üzüm, Can Yeniyurt, Ferdi Akarsu, Jelka Crnobrnja Isailovic. Mediodactylus kotschyi (англ.). МСОП. Архів оригіналу за 30 серпня 2017. Процитовано 8 квітня 2016.
36. 1 2 3 4  Загороднюк, 1999, с. 88.
37. 1 2  Доценко И.Б, Песков В. Н., Миропольськая М. В. (2008-2009). Сравнительный анализ внешней морфологии скальных ящериц рода Darevskia, обитающих ныне на территории Украины, и вопрос видовой принадлежности сомнительных экземпляров ящериц-интродуцентов (PDF). Збірник праць Зоологічного музею. 40: 130—142. Архів (PDF) оригіналу за 1 серпня 2015.(англ.)
38. ↑  Aram Agasyan, Natalia Ananjeva. Darevskia armeniaca  (англ.). МСОП. Архів оригіналу за 18 квітня 2016. Процитовано 8 квітня 2016.
39. 1 2  Матвеев А. С., Кукушкин О. В., Соколов Л. В. (2013). Обыкновенная стенная ящерица, Podarcis muralis (Sauria, Lacertidae), — новый вид в фауне Украины (PDF). Праці українського герпетологічного товариства (рос.). 4: 95—108. Архів оригіналу (PDF) за 3 серпня 2015. Процитовано 3 серпня 2015. [Архівовано 2015-08-03 у Wayback Machine.](англ.)
40. ↑  Arman Agasyan, Natalia Ananjeva. Darevskia dahli  (англ.). МСОП. Архів оригіналу за 6 травня 2016. Процитовано 8 квітня 2016.
41. ↑  Куриленко, 1998, с. 125-127.
42. ↑  Булахов В. Л., Гассо В. Я., Пахомов О. Є. Біологічне різноманіття України. Дніпропетровська область. Земноводні та плазуни (Amphibia et Reptilia). — Дніпропетровськ : Вид-во Дніпропетр. нац. ун-ту, 2007. — С. 163. — ISBN 978-966-551-241-7.
43. ↑  Aram Agasyan, Boris Tuniyev, Dan Cogalniceanu, John Wilkinson, Natalia Ananjeva, Nikolai Orlov. Eremias arguta (англ.). МСОП. Архів оригіналу за 19 червня 2015. Процитовано 8 квітня 2016.
44. ↑  Загороднюк, 1999, с. 54.
45. ↑  Куриленко, 1998, с. 143.
46. ↑  Agasyan, A., Avci, A., Tuniyev, B., Lymberakis, P., Andrén, C., Cogalniceanu, D., Wilkinson, J., Ananjeva, N., Üzüm, N., Orlov, N., Podloucky, R., Tuniyev, S., Kaya, U., Crnobrnja Isailovic, J., Vogrin, M., Corti, C., Pérez Mellado, V., Sá-Sousa, P., Cheylan, M., Pleguezuelos, J., Kyek, M., Westerström, A., Nettmann, H.K., Borczyk, B., Sterijovski, B. & Schmidt, B. Lacerta agilis (англ.). МСОП. Архів оригіналу за 27 вересня 2015. Процитовано 8 квітня 2016.
47. ↑  Загороднюк, 1999, с. 55-56.
48. ↑  Куриленко, 1998, с. 137.
49. ↑  Ящірка зелена Lacerta viridis (Laurenti, 1768). Червона книга України. Архів оригіналу за 2 серпня 2015. Процитовано 2 серпня 2015.
50. ↑  Jelka Crnobrnja Isailovic, Milan Vogrin, Claudia Corti, Valentin Pérez Mellado, Paulo Sá-Sousa, Marc Cheylan, Juan Pleguezuelos, Hans Konrad Nettmann, Bogoljub Sterijovski, Petros Lymberakis, Richard Podloucky, Dan Cogalniceanu, Aziz Avci. Lacerta viridis (англ.). МСОП. Архів оригіналу за 4 жовтня 2015. Процитовано 8 квітня 2016.
51. ↑  Загороднюк, 1999, с. 57.
52. ↑  Куриленко, 1998, с. 129.
53. ↑  Wolfgang Böhme, Petros Lymberakis, Rastko Ajtic, Varol Tok, Ismail H. Ugurtas, Murat Sevinç, Pierre-André Crochet, Idriz Haxhiu, László Krecsák, Bogoljub Sterijovski, Lymberakis, Jelka Crnobrnja Isailovic, Podloucky, Dan Cogalniceanu, Aziz Avci. Podarcis tauricus (англ.). МСОП. Архів оригіналу за 5 березня 2016. Процитовано 8 квітня 2016.
54. ↑  Куриленко, 1998, с. 148.
55. ↑  Булахов В. Л., Гассо В. Я., Пахомов О. Є. Біологічне різноманіття України. Дніпропетровська область. Земноводні та плазуни (Amphibia et Reptilia). — Дніпропетровськ : Вид-во Дніпропетр. нац. ун-ту, 2007. — С. 174. — ISBN 978-966-551-241-7.
56. ↑  Agasyan, A., Avci, A., Tuniyev, B., Crnobrnja Isailovic, J., Lymberakis, P., Andrén, Dan Cogalniceanu, C., Wilkinson, J., Ananjeva, N., Üzüm, N., Orlov, N., Podloucky, R., Tuniyev, S., Kaya, U., Böhme, W., Nettmann, H.K., Crnobrnja Isailovic, J., Joger, U., Cheylan, M., Pérez-Mellado, V., Borczyk, B., Sterijovski, B., Westerström, A. & Schmidt, B. Zootoca vivipara (англ.). МСОП. Архів оригіналу за 2 жовтня 2015. Процитовано 8 квітня 2016.
57. ↑  Куриленко, 1998, с. 160.
58. ↑  Булахов В. Л., Гассо В. Я., Пахомов О. Є. Біологічне різноманіття України. Дніпропетровська область. Земноводні та плазуни (Amphibia et Reptilia). — Дніпропетровськ : Вид-во Дніпропетр. нац. ун-ту, 2007. — С. 181-182. — ISBN 978-966-551-241-7.
59. ↑  Aram Agasyan, Aziz Avci, Boris Tuniyev, Jelka Crnobrnja Isailovic, Petros Lymberakis, Claes Andrén, Dan Cogalniceanu, John Wilkinson, Natalia Ananjeva, Nazan Üzüm, Nikolai Orlov, Richard Podloucky, Sako Tuniyev, Uğur Kaya, Rastko Ajtic, Milan Vogrin, Claudia Corti, Valentin Pérez-Mellado, Paulo Sá-Sousa, Marc Cheylan, Juan Pleguezuelos, Bogoljub Sterijovski, Hans Konrad Nettmann, Cornelius C. De Haan, Bartosz Borczyk, Bogoljub Sterijovski, Benedikt Schmidt, Andreas Meyer. Natrix natrix (англ.). МСОП. Архів оригіналу за 27 вересня 2015. Процитовано 8 квітня 2016.
60. ↑  Куриленко, 1998, с. 164.
61. ↑  Булахов В. Л., Гассо В. Я.,  Пахомов О. Є. Біологічне різноманіття України. Дніпропетровська область. Земноводні та плазуни (Amphibia et Reptilia). — Дніпропетровськ : Вид-во Дніпропетр. нац. ун-ту, 2007. — С. 186-187. — ISBN 978-966-551-241-7.
62. ↑  Aram Agasyan, Aziz Avci, Boris Tuniyev, Jelka Crnobrnja Isailovic, Petros Lymberakis, Claes Andrén, Dan Cogalniceanu, John Wilkinson, Natalia Ananjeva, Nazan Üzüm, Nikolai Orlov, Richard Podloucky, Sako Tuniyev, Uğur Kaya, Rastko Ajtic, Milan Vogrin, Claudia Corti, Valentin Pérez Mellado, Paulo Sá-Sousa, Marc Cheylan, Juan Pleguezuelos, Sherif Baha El Din, Hans Konrad Nettmann, Cornelius C. De Haan, Bogoljub Sterijovski, Benedikt Schmidt, Andreas Meyer. Natrix tessellata (англ.). МСОП. Архів оригіналу за 22 грудня 2015. Процитовано 8 квітня 2016.
63. ↑  Куриленко, 1998, с. 192.
64. ↑  Булахов В. Л., Гассо В. Я., Пахомов О. Є. Біологічне різноманіття України. Дніпропетровська область. Земноводні та плазуни (Amphibia et Reptilia). — Дніпропетровськ : Вид-во Дніпропетр. нац. ун-ту, 2007. — С. 219. — ISBN 978-966-551-241-7.
65. ↑  Jelka Crnobrnja Isailovic, Milan Vogrin, Claudia Corti, Paulo Sá-Sousa, Marc Cheylan, Juan M. Pleguezuelos, Ljiljana Tomović, Bogoljub Sterijovski, Ulrich Joger, A. Westerström, Bartosz Borczyk, Benedikt Schmidt, Andreas Meyer, Roberto Sindaco, Dušan Jelić. Vipera berus (англ.). МСОП. Архів оригіналу за 31 липня 2015. Процитовано 8 квітня 2016.
66. ↑  Oleksandr Zinenko, Vladimir Turcanu, Alexandru Strugariu (2010). Distribution and morphological variation ofVipera berus nikolskiiVedmederja, Grubant et Rudaeva, 1986 in Western Ukraine,The Republic of Moldova and Romania. Amphibia-Reptilia. 31: 51—67. Архів оригіналу за 31 липня 2017. Процитовано 18 березня 2016.
67. ↑  Гадюка Нікольського, гадюка лісостепова Vipera nikolskii Vedmederja, Grubant et Rudaeva, 1986. Червона книга України. Архів оригіналу за 1 серпня 2015. Процитовано 1 серпня 2015.
68. ↑  Табачишин В. Г., Зав'ялов Е. В. (2003). Распространение гадюки Никольского на юге Подольской возвышенности (PDF). Поволжский экологический журнал (рос.). 2 (1): 202—203. Архів (PDF) оригіналу за 1 серпня 2015. [Архівовано 2015-08-01 у Wayback Machine.](англ.)
69. ↑  Загороднюк, 1999, с. 69.
70. ↑  Гадюка степова Vipera renardi (Christoph, 1861). Червона книга України. Архів оригіналу за 2 серпня 2015. Процитовано 2 серпня 2015.
71. ↑  Göran Nilson, Claes Andrén, Boris Tuniyev. Vipera renardi (англ.). МСОП. Архів оригіналу за 19 червня 2015. Процитовано 8 квітня 2016.
72. ↑  Загороднюк, 1999, с. 53.
73. ↑  Куриленко, 1998, с. 117.
74. ↑  van Dijk, P.P. & Sindaco, R. Emys orbicularis (англ.). МСОП. Архів оригіналу за 25 листопада 2015. Процитовано 8 квітня 2016.
75. ↑  Yu. А. Krasylenko; O. V. Kukushkin (2017). AN UPDATE OF THIN-TOED GECKO TENUIDACTYLUS BOGDANOVI (REPTILIA, GEKKONIDAE) POPULATION STATUS IN ODESSA CITY, UKRAINE. Zb. prac’ Zool. muz. (Kiïv). 48: 3—12.
76. ↑  Дузь С. Л., Кукушкин О. В., Назаров Р. А. (2012). О находке туркестанского геккона Tenuidactylus fedtschenkoi (Sauria, Gekkonidae) в юго-западной Украине (PDF). Современная герпетология (рос.). 12 (3-4): 123—133. Архів (PDF) оригіналу за 8 лютого 2016.
77. ↑  Nazarov, R. Tenuidactylus bogdanovi. МСОП. Архів оригіналу за 29 жовтня 2021. Процитовано 12 жовтня 2021.
78. ↑  Wolfgang Böhme, Valentin Pérez-Mellado, Marc Cheylan, Hans Konrad Nettmann, László Krecsák, Bogoljub Sterijovski, Benedikt Schmidt, Petros Lymberakis, Richard Podloucky, Roberto Sindaco, Aziz Avci. Podarcis tauricus (англ.). МСОП. Архів оригіналу за 27 вересня 2015. Процитовано 8 квітня 2016.
79. ↑  О.Д. Некрасова (2013). К изучению герпетофауны долины Сухого лимана (Украина) (PDF). Праці українського герпетологічного товариства (рос.). 4: 109—117. Архів (PDF) оригіналу за 3 серпня 2015.(англ.)
80. ↑  Загороднюк І. Динаміка біорізноманіття 2012 : збірник наукових праць. — Луганська : Вид-во ДЗ «ЛНУ імені Тараса Шевченка», 2012. — С. 89. — ISBN 978-966-617-297-9.
81. ↑  Luca Luiselli (Institute for Development Ecology Conservation and Cooperation (IDECC)) (30 січня 2023). IUCN Red List of Threatened Species: Trachemys scripta. IUCN Red List of Threatened Species. Архів оригіналу за 9 квітня 2025.
82. ↑  Годлевська, 2010, с. 38.
83. ↑  van Dijk, P.P., Corti, C., Mellado, V.P. & Cheylan, M. Testudo graeca. МСОП. Архів оригіналу за 17 липня 2017. Процитовано 12 жовтня 2021.
84. ↑  Tortoise & Freshwater Turtle Specialist Group. Testudo horsfieldii. МСОП. Архів оригіналу за 9 жовтня 2021. Процитовано 12 жовтня 2021.

## Сайти
- Червона книга України [Архівовано 13 березня 2022 у Wayback Machine.]
- Список та наукові назви земноводних та плазунів України, затверджені Комісією із зоологічної термінології Інституту зоології ім. І. І. Шмальгаузена НАН України. Інститут зоології ім. І. І. Шмальгаузена НАН України. Архів оригіналу за 11 жовтня 2021. Процитовано 11 жовтня 2021.
- Reptile DataBase [Архівовано 12 листопада 2019 у Wayback Machine.] (англ.)
- Сайт МСОП [Архівовано 16 серпня 2013 у WebCite] (англ.)